# Stephanie Meadow
Stephanie Meadow (nascida em 20 de janeiro de 1992) é uma jogadora profissional norte-irlandesa de golfe; fez sua estreia profissional no Aberto Feminino dos Estados Unidos de 2014 no Pinehurst Resort [en].
Tornou-se profissional em 2014 e representou Irlanda na competição feminina de golfe nos Jogos Olímpicos de Verão de 2016, realizados no Rio de Janeiro, Brasil. Terminou sua participação em trigésimo sexto lugar no jogo por tacadas individual.